# 高音声部
高音声部，也称为高声部或高音部，是指在多声部音乐中音高最高的声部。高音声部与低音声部合称外声部，因为高音声部和低音声部分别位于音域的两端，与外声部相对应的概念是内声部。
在四部和声中，高音声部被称作soprano，这个词在声乐语境下的意思是女高音声部，这是因为在传统四部合唱（女高、女低、男高、男低）中，最高的声部是女高音声部，因此这个词被沿用下来。
在四部和声写作当中，高音声部有时也被称作旋律声部。